# Trận Abbeville
Trận Abbeville là một trận đánh trong Chiến dịch tấn công Pháp của quân đội Đức Quốc xã trên Mặt trận phía Tây thời Chiến tranh thế giới thứ hai, đã diễn ra từ ngày 28 tháng 5 cho đến ngày 2 tháng 6 năm 1940, gần Abbeville, Pháp. Trong khi cuộc rút chạy của Lực lượng Viễn chinh Anh khỏi Dunkerque đang diễn ra, Tổng tư lệnh quân đội Pháp Maxime Weygand quyết định lời dụng sự bất động của các lực lượng Đức để mở đường chạy thoát và cứu vãn cho các lực lượng Đồng Minh đang bị vây hãm tại Dunkerque.
Cuộc tiến công của quân Đồng Minh, được thực hiện bởi Sư đoàn Thiết giáp số 2 (2e Division cuirassée – 2e DCr) và Sư đoàn Thiết giáp số 4 (4e Division cuirassée – 4e DCr) của quân đội Pháp, cùng với Sư đoàn Thiết giáp số 1 của quân đội Anh, đã trở thành cuộc tấn công lớn nhất mà quân đội Đức phải chống chịu trước trận Vòng cung Kursk năm 1943. Trận đánh bao gồm 500 xe tăng và 4 sư đoàn bộ binh.
Cuộc tấn công của quân Đồng Minh ban đầu đã giành thắng lợi, đập tan sự kháng cự của quân Đức. Tuy nhiên, cũng giống như trong cuộc phản công của quân Pháp dưới quyền De Gaulle tại Laon, quân Đức cuối cùng đã bẻ gãy được các đợt công kích của quân đồng minh Anh - Pháp, do sự suy sụp của liên quân Anh - Pháp. Trận chiến không thể xoay chuyển tình hình của Trận chiến nước Pháp, và chiến dịch này cuối cùng đã kết thúc với thắng lợi quyết định của Đức Quốc xã. Trong khi quân Đồng Minh chịu thiệt hại 260 xe tăng và 29.00 binh lính trong trận chiến Abbeville, 1.200 binh sĩ Đức đã thiệt mạng. Cuộc tấn công cho thấy rằng lực lượng bộ binh có thể chặn đứng sự tấn công của xe tăng, nếu được phòng ngự vững chắc và có các khẩu pháo chống tăng, như pháo phòng không 88mm. Bốn năm sau, người Đức đã áp dụng kỹ thuật này để chống lại cuộc tấn công của các lực lượng Anh dưới quyền Thống chế Montgomery tại Caen vào ngày 18 tháng 7 năm 1944.
Trong khi liên quân Anh - Pháp không thể cản bước quân đội Đức tại đầu cầu Abbeville, Sư đoàn tăng số 7 của Đức do tướng Erwin Rommel chỉ huy cũng tiến nhau về phía sông Seine, và đến ngày 8 tháng 9 Rommel đã tới Rouen. Các cuộc tấn công trực diện liên tiếp ở núi Caubter do Đại tá De Gaulle phát động về sau bị Henri de Wailly như là một sự gợi lại phong cách của các hiệp sĩ Pháp trong trận Crécy năm 1346. Tuy nhiên, De Gaulle đã được thăng cấp Chuẩn tướng vào ngày 24 tháng 5, và điều này có hiệu lực vào ngày 1 tháng 6, và được ghi nhận:
| “ | Vào ngày 7 tháng 5 năm 1940, sau khi mới được thành lập, Sư đoàn Thiết giáp số 4, dưới sự chỉ huy của Đại tá De Gaulle, đã được đưa vào chiến trận. Bị cô lập khỏi bất kỳ một đơn vị nào ở phía bắc sông Aisne trong giao tranh tại Montcornet, Crécy-en-Serre và các dãy núi Laon, họ đã giành được thế chủ động trước kẻ thù. Vài ngày sau, bằng một loạt đợt tấn công đầy khí thế, họ đã ngăn chặn được quân địch đến từ Abbeville (...) Sư đoàn Thiết giáp số 4 đã được Tổ quốc ghi ơn. | ” |